# Antoine Baroan
Antoine Baroan (Niort, 24 giugno 2000) è un calciatore francese, attaccante del Ludogorec in prestito dal Winterthur.

## Carriera

### Club
Cresciuto nel settore giovanile del Niort, ha esordito in prima squadra il 24 agosto 2018 disputando l'incontro di Ligue 2 vinto per 0-1 contro il Nancy.
Nel luglio del 2021 si trasferisce al Botev Plovdiv, in Părva liga.

### Nazionale
Nel 2016 ha giocato una partita con la nazionale francese Under-17.

## Statistiche

### Presenze e reti nei club
Statistiche aggiornate al 21 luglio 2022.
| Stagione        | Squadra         | Campionato      | Campionato | Campionato | Coppe nazionali | Coppe nazionali | Coppe nazionali | Coppe continentali | Coppe continentali | Coppe continentali | Altre coppe | Altre coppe | Altre coppe | Totale | Totale |
| Stagione        | Squadra         | Comp            | Pres       | Reti       | Comp            | Pres            | Reti            | Comp               | Pres               | Reti               | Comp        | Pres        | Reti        | Pres   | Reti   |
| --------------- | --------------- | --------------- | ---------- | ---------- | --------------- | --------------- | --------------- | ------------------ | ------------------ | ------------------ | ----------- | ----------- | ----------- | ------ | ------ |
| mar.-apr. 2017  | Niort 2         | CFA2            | 2          | 1          |                 | -               | -               |                    | -                  | -                  |             | -           | -           | 2      | 1      |
| 2017-2018       | Niort 2         | N3              | 14         | 5          |                 | -               | -               |                    | -                  | -                  |             | -           | -           | 14     | 5      |
| 2018-2019       | Niort 2         | N3              | 17         | 12         |                 | -               | -               |                    | -                  | -                  |             | -           | -           | 17     | 12     |
| 2019-2020       | Niort 2         | N3              | 7          | 2          |                 | -               | -               |                    | -                  | -                  |             | -           | -           | 7      | 2      |
| set. 2020       | Niort 2         | N3              | 1          | 1          |                 | -               | -               |                    | -                  | -                  |             | -           | -           | 1      | 1      |
| Totale Niort B  | Totale Niort B  | Totale Niort B  | 41         | 21         |                 | -               | -               |                    | -                  | -                  |             | -           | -           | 41     | 21     |
| 2018-2019       | Niort           | L2              | 7          | 0          | CF+CdL          | 2+0             | 0               |                    | -                  | -                  |             | -           | -           | 9      | 0      |
| 2019-2020       | Niort           | L2              | 8          | 0          | CF+CdL          | 2+1             | 1+0             |                    | -                  | -                  |             | -           | -           | 11     | 1      |
| 2020-2021       | Niort           | L2              | 9          | 1          | CF              | 1               | 0               |                    | -                  | -                  |             | -           | -           | 10     | 1      |
| Totale Niort    | Totale Niort    | Totale Niort    | 24         | 1          |                 | 6               | 1               |                    | -                  | -                  |             | -           | -           | 30     | 2      |
| 2021-2022       | Botev Plovdiv   | 1L              | 22+5       | 5+0        | CB              | 1               | 0               |                    | -                  | -                  |             | -           | -           | 28     | 5      |
| 2022-2023       | Botev Plovdiv   | 1L              | 2          | 0          | CB              | 0               | 0               | UECL               | 1                  | 0                  |             | -           | -           | 3      | 0      |
| Totale carriera | Totale carriera | Totale carriera | 94         | 27         |                 | 7               | 1               |                    | 1                  | 0                  |             | -           | -           | 102    | 28     |

## Palmarès

### Club

#### Competizioni nazionali
- Campionato bulgaro: 1

Ludogorec: 2024-2025